# الادیو اررا (بوکسور)
الادیو اررا (اسپانیایی: Eladio Herrera‎؛ زادهٔ ۹ فوریهٔ ۱۹۳۰) بوکسور اهل آرژانتین است.